# Obermumpf
Obermumpf is een gemeente en plaats in het Zwitserse kanton Aargau en maakt deel uit van het district Rheinfelden.
Obermumpf telt 995 inwoners.